# 王子乐队
王子乐队（德语：Die Prinzen）是起源于德国莱比锡的一支流行音乐乐队，成立于1987年。著名歌曲有《禁止亲吻》(Küssen Verboten)、《德国》(Deutschland)、《百万富翁》(Millionär)、《我把世界献给你》（Ich schenk' dir die Welt）。

## 成员
- 賽巴斯提安·克鲁姆比格尔（Sebastian Krumbiegel） (1966年6月5日- ); 歌手 钢琴

1976-1985在莱比锡托马斯学校就读，1985年完成高中学业，1987年至1991年在莱比锡音乐戏剧学院学习架子鼓与声乐。
- 托比亚斯·坤策尔（Tobias Künzel） (1964年5月26日- ); 歌手 吉他 钢琴

曾是莱比锡托马斯学校学生，1973年加入托曼尔唱诗班，1982年高中毕业，1984年到1988年在莱比锡音乐学院学习架子鼓和声乐。
- 沃尔夫冈·冷克（Wolfgang Lenk） (1966年9月4日-); 歌手 键盘（钢琴） 吉他

1976年至1985年就读于莱比锡托马斯学校，并加入托曼尔唱诗班，1988年至1992年就读于莱比锡音乐学院
- 延斯·森博纳（Jens Sembdner） (1967年1月20日- ); 歌手, 钢琴 (键盘)
- 亨利·施密特（Henri Schmidt） (1967年8月17日- ); 歌手

### 伴奏乐队
- 亚历山大·奇摩 （Ali (Alexander) Zieme） (1971年3月23日出生于莱比锡); 架子鼓
- 马提亚斯·迪特里希（Mathias Dietrich） (1964年11月24日出生于莱比锡); 贝斯